# Quercus mannifera
Quercus mannifera là một loài thực vật có hoa trong họ Cử. Loài này được Lindl. miêu tả khoa học đầu tiên năm 1840.